# Кошев (Волынская область)
Кошев (укр. Кошів) — село в Торчинской поселковой общине Луцкого района Волынской области Украины.
Код КОАТУУ — 0722886002. Население по переписи 2001 года составляет 218 человек. Почтовый индекс — 45640. Телефонный код — 332. Занимает площадь 0,81 км².